# Équipe de Turquie de curling
L'équipe de Turquie de curling est la sélection qui représente la Turquie dans les compétitions internationales de curling.
En 2017, l'équipe nationale est classé comme nation numéro 21 chez les hommes et 19 chez les femmes.

## Palmarès et résultats

### Palmarès masculin
Titres, trophées et places d'honneur
- Jeux Olympiques Hommes 
  - aucune participation
- Championnats du monde Hommes 
  - aucune participation
- Championnats d'Europe Hommes 
  - Meilleur résultat : 6 participations en Division B , Quarts de finale en 2017

### Palmarès féminin
Titres, trophées et places d'honneur
- Jeux Olympiques Femmes 
  - aucune participation
- Championnats du monde Femmes 
  - aucune participation
- Championnats d'Europe Femmes depuis 2017 (1 participation(s))
  - Meilleur résultat : 9ème pour : Championnats d'Europe Femmes - Round Robin

### Palmarès mixte
Titres, trophées et places d'honneur
- Jeux Olympiques Hommes depuis 2018
  - aucune participation
- Championnat du Monde Doubles Mixte depuis 2015 (2 participation(s))
  - Meilleur résultat : 5ème pour : Championnat du Monde Doubles Mixte - Groupe D